# Presa de Melilla

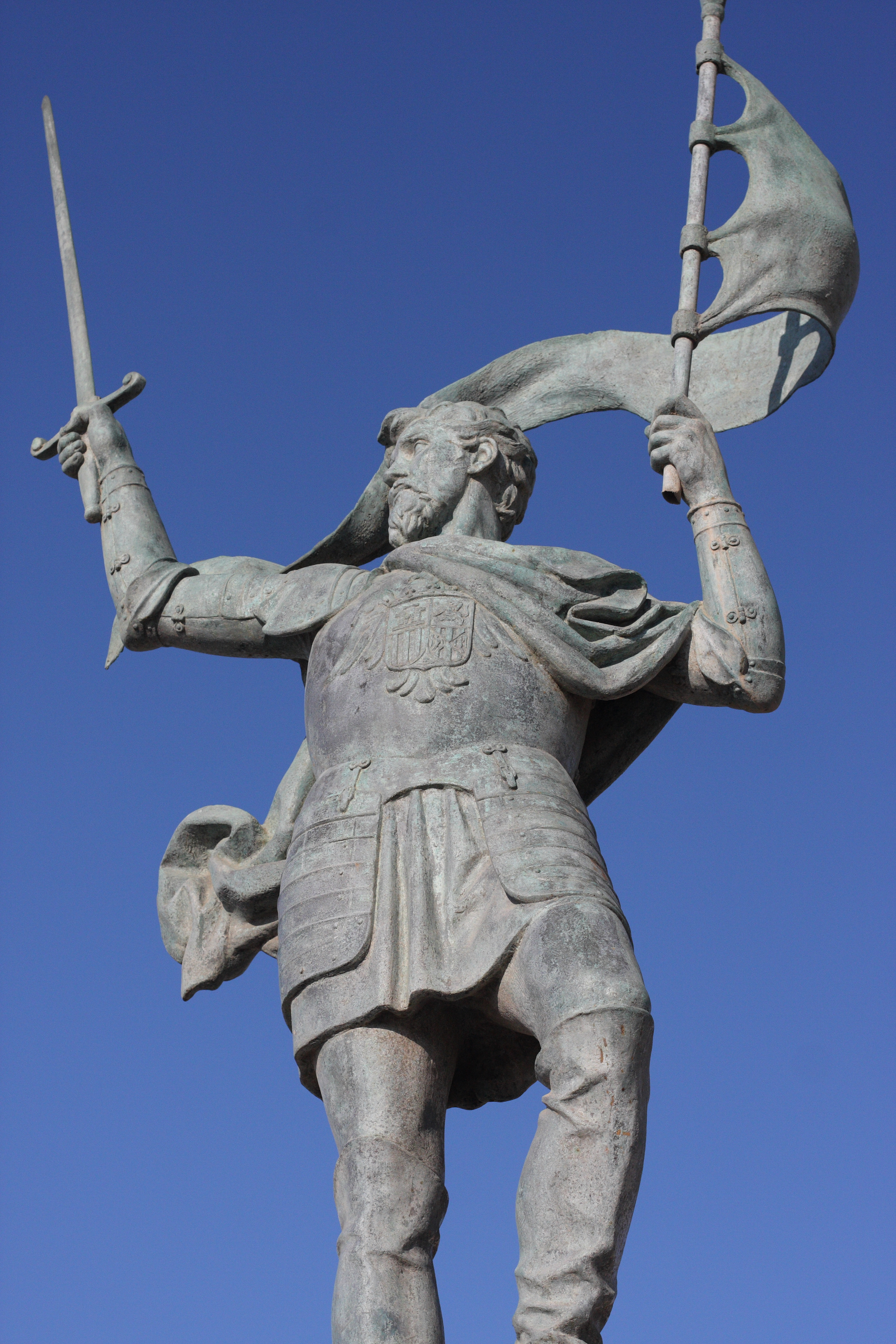
Monument a Pere d'Estopinyà, comendador de l'Orde de Santiago, al capdavant de l'expedició que va ocupar Melilla el 17 de setembre de 1497 a les ordres del duc de Medina Sidonia.

La Presa de Melilla de 17 de setembre de 1497 va ser una iniciativa de Juan Alonso Pérez de Guzmán, duc de Medina Sidonia que va conquistar la plaça de Melilla i que va comptar amb el suport dels Reis Catòlics.

## Antecedents
Després de la Guerra de Granada i la desaparició del Regne Nassarita es va produir una gran inestabilitat política en els regnes de Fes i Tremecén. En 1493 Hernando de Zafra, secretari dels Reis Catòlics, va manar al seu germà Lorenzo de Zafra i a Hernández Manrique en una expedició per a observar l'estat de les poblacions costaneres i els seus defenses. L'interès a Melilla el suscitava la possibilitat de, a partir d'aquí, conquistar Cazaza i el cap de Tres Forcas. Els Reis Catòlics van ser informats que les defenses de Melilla es trobaven en molt mal estat, que la plaça no mantenia bones relacions amb el Regne de Fes i que, d'acord amb el que ja havia avançat el xeic de Tabaharique a Hernando de Zafra un any abans, en cas d'atac cristià la seva posició seria la de lliurar-se als Reis Catòlics davant la indefensió als atacs dels pirates barbarescos, gaditans i portuguesos. En 1494 van seguir les expedicions de Olarte i Basunto a Melilla i altres places com Cazaza, Taxuda, Meggeo i Bocchoya, i així com de Pedro Lezcano i Álvaro d'Acosta, per a començar els acords de la plaça de Melilla amb les autoritats castellanes i la compareixença davant els Reis Catòlics d'una legació de l'agutzil de Melilla Andrés de Melilla per a facilitar la negociació.
No obstant això, els Reis Catòlics van perdre l'interès a Melilla a causa de diversos factors. En primer lloc, un informe negatiu del conseller Martín Galindo que assenyalava la situació de fam de la plaça, d'altra banda l'interès a culminar la conquesta de Tenerife, així com la negociació del Tractat de Tordesillas que permetés obtenir l'autorització per a conquistar el nord d'Àfrica als castellans i als portuguesos els ports de l'Atlàntic i la necessitat d'atendre els assumptes de les Índies. La situació precària de Melilla es va agreujar a més, per la destrucció ordenada pel governador manat pel Regne de Fes motivada per les insubordinació i negociacions de la plaça amb els Reis Catòlics.

## La conquesta de Melilla
En 1497 va partir de Sanlúcar de Barrameda l'expedició de 5000 soldades i vaixells ben proveïts del duc de Medina Sidonia per a la conquesta de Melilla encapçalada per Pedro de Estopiñán i Virués. Els soldats procedien de les poblacions de Jerez de la Frontera, Medina Sidonia, Arcs de la Frontera i Sanlúcar de Barrameda.
El 17 de setembre van prendre terra sense oposició i van iniciar la reedificació de la ruïnosa fortificació de Melilla (Melilla la Vella) amb el sistema de cava i barrera, és a dir, ajudant-se de la col·locació d'un entablamiento de fustes que portaven en les naus, reparant tots els elements de la fortalesa com a pous, murs, adarbs, el pont a terra i torres.
En 1498 els Reis Catòlics i el duc de Medina Sidonia van signar una capitulació anomenada el Juro de Melilla per la qual Melilla no formaria part del senyoriu del duc de Medina Sidonia a canvi que els Reis Catòlics sufraguessin la major part de les despeses de la plaça, inclosa la guarnició real, amb uns 4 400 000 maravedisos a l'any i el Cinquè real de la venda d'esclaus, en compensació de l'extinció del senyoriu jurisdiccional del marquesat de Gibraltar després del lloc de Gibraltar per part del duc de Medina Sidonia en 1506.

## Conseqüències
La plaça de Melilla va ser la primera de les places fortes d'Àfrica que van suposar l'expansió castellana pel Nord d'Àfrica. A conseqüència de la conquesta de Melilla les tropes del duc mantindrien de 1505 a 1532 la plaça de Cazaza, lloc on s'havia establert la guarnició del Regne de Fes, conquesta per la qual al duc de Medina Sidonia se li va concedir el marquesat de Cazaza. El duc de Medina Sidonia va ostentar la propietat, que no la jurisdicció de Melilla, des de 1497 a 1556, any en què va renunciar a la seva tinença a favor de Felip II, encara que durant aquest temps les despeses van ser sufragades per la Corona.
L'agutzil de Melilla no va tornar a Melilla després de la seva audiència davant els Reis Catòlics per a oferir la plaça. Als moriscos Andrés i Lorenzo de Melilla se'ls van concedir diverses mercès i terres en la Axarquía com Torrox.
El 17 de setembre se celebra el dia de Melilla, commemorant la incorporació de Melilla a la Corona de Castella.